# Microzetes phitosi
Microzetes phitosi är en kvalsterart som först beskrevs av Sandór Mahunka 1979.  Microzetes phitosi ingår i släktet Microzetes och familjen Microzetidae. Inga underarter finns listade i Catalogue of Life.